# Klaudia Ungerman
Klaudia Ungerman (ur. 28 sierpnia 1988 w Wysiedlu) – polska modelka, Miss Polski 2008 i Miss YouTube 2008. Ukończyła Zespół Szkół im. Tadeusza Kościuszki w Łobzie. Promuje ziemię łobeską, bierze udział w miejscowych akcjach charytatywnych lub angażuje się w inne akcje np.  Poczytajka, czyli gwiazdy czytają dzieciom.
Była studentką zarządzania na Uniwersytecie Szczecińskim, pochodzi z Wysiedla. Reprezentowała Polskę podczas wyborów Miss World 2008 w Południowej Afryce oraz wyborów Miss Supranational 2009, gdzie została 2. wicemiss.